# فؤاد عبد المومني
فؤاد عبد المومني (مواليد سنة 1958، بركان) ناشط حقوقي وخبير اقتصادي مغربي. وهو الأمين العام الحالي لجمعية ترانسبارنسي المغرب (Transparency Maroc) منذ 13 فبراير 2016.

## مسيرته
وُلد فؤاد عبد المومني سنة 1958 في مدينة بركان. في عام 1976 حصل على بكالوريا في العلوم التجريبية، ثم التحق بمعهد الحسن الثاني للزراعة والبيطرة بالرباط.